# Gran Premio Montelupo 1974
Il Gran Premio Montelupo 1974, decima edizione della corsa, si svolse il 20 luglio 1974 su un percorso di 213 km. La vittoria fu appannaggio dell'italiano Marino Basso, che completò il percorso in 5h18'00", precedendo il belga Roger De Vlaeminck e il connazionale Francesco Moser.
Sul traguardo di Montelupo Fiorentino 61 ciclisti, su 87 partiti dalla medesima località, portarono a termine la competizione. 

## Ordine d'arrivo (Top 10)
| Pos. | Corridore           | Squadra            | Tempo    |
| ---- | ------------------- | ------------------ | -------- |
| 1    | Marino Basso        | Bianchi-Campagnolo | 5h18'00" |
| 2    | Roger De Vlaeminck  | Brooklyn           | s.t.     |
| 3    | Francesco Moser     | Filotex            | s.t.     |
| 4    | Pierino Gavazzi     | Jollj Ceramica     | s.t.     |
| 5    | Costantino Conti    | Zonca              | s.t.     |
| 6    | Roberto Poggiali    | Filotex            | s.t.     |
| 7    | Giancarlo Polidori  | Dreherforte        | s.t.     |
| 8    | Sigfrido Fontanelli | Sammontana         | s.t.     |
| 9    | Giovanni Battaglin  | Jollj Ceramica     | s.t.     |
| 10   | Josef Fuchs         | Filotex            | s.t.     |